# Abbe Sjöstrand
Abbe Johan Emil Sjöstrand, född den 28 oktober 1852 i Söderåkra socken, Kalmar län, död den 5 juli 1926 i Gamleby församling, Kalmar län, var en svensk jurist.
Sjöstrand blev 1872 student vid Uppsala universitet, där han avlade filosofie kandidatexamen 1874 och juris utriusque kandidatexamen 1878. Han blev vice häradshövding 1880, tillförordnad fiskal och adjungerad ledamot i Göta hovrätt samma år, ordinarie fiskal där 1885, assessor 1887, tillförordnad revisionssekreterare samma år, konstituerad revisionssekreterare 1889 och ordinarie revisionssekreterare 1891. Sjöstrand var häradshövding i Luggude domsaga 1900–1918. Han var stadsfullmäktig i Jönköping och ordförande i drätselkammaren där 1886–1887, ledamot av landstinget i Jönköpings län 1886–1887, stadsfullmäktig i Stockholm 1896–1900, stadsfullmäktig i Helsingborg 1904–1910 (vice ordförande 1909–1910) och ledamot av landstinget i Malmöhus län 1906–1918. Sjöstrand var styrelseledamot i Jönköpings spritförsäljningsaktiebolag (ordförande) 1886–1887, i Stockholms handelsbank 1888–1900, i Horndals järnverksaktiebolag (ordförande) 1889–1900, i aktiebolaget Visby cementfabrik (ordförande) 1889–1894 och i Sydsvenska kreditaktiebolaget i Helsingborg (ordförande) 1906–1918. Han blev riddare av Nordstjärneorden 1892 och kommendör av andra klassen av samma orden 1911.